# Prostiboř
Prostiboř (en allemand : Prostibor) est une commune du district de Tachov, dans la région de Plzeň, en République tchèque. Sa population s'élevait à 165 habitants en 2022.

## Géographie
Prostiboř se trouve à 9 km au sud-ouest de Kladruby, à 25 km au sud-sud-est de Tachov, à 36 km à l'ouest-sud-ouest de Plzeň et à 120 km au sud-est de Prague.
La commune est limitée par Kladruby au nord, par Zhoř à l'est, par Mezholezy u Horšovského Týna au sud et par Staré Sedlo à l'ouest.

## Histoire
La première mention écrite du village date de 1115.

## Galerie

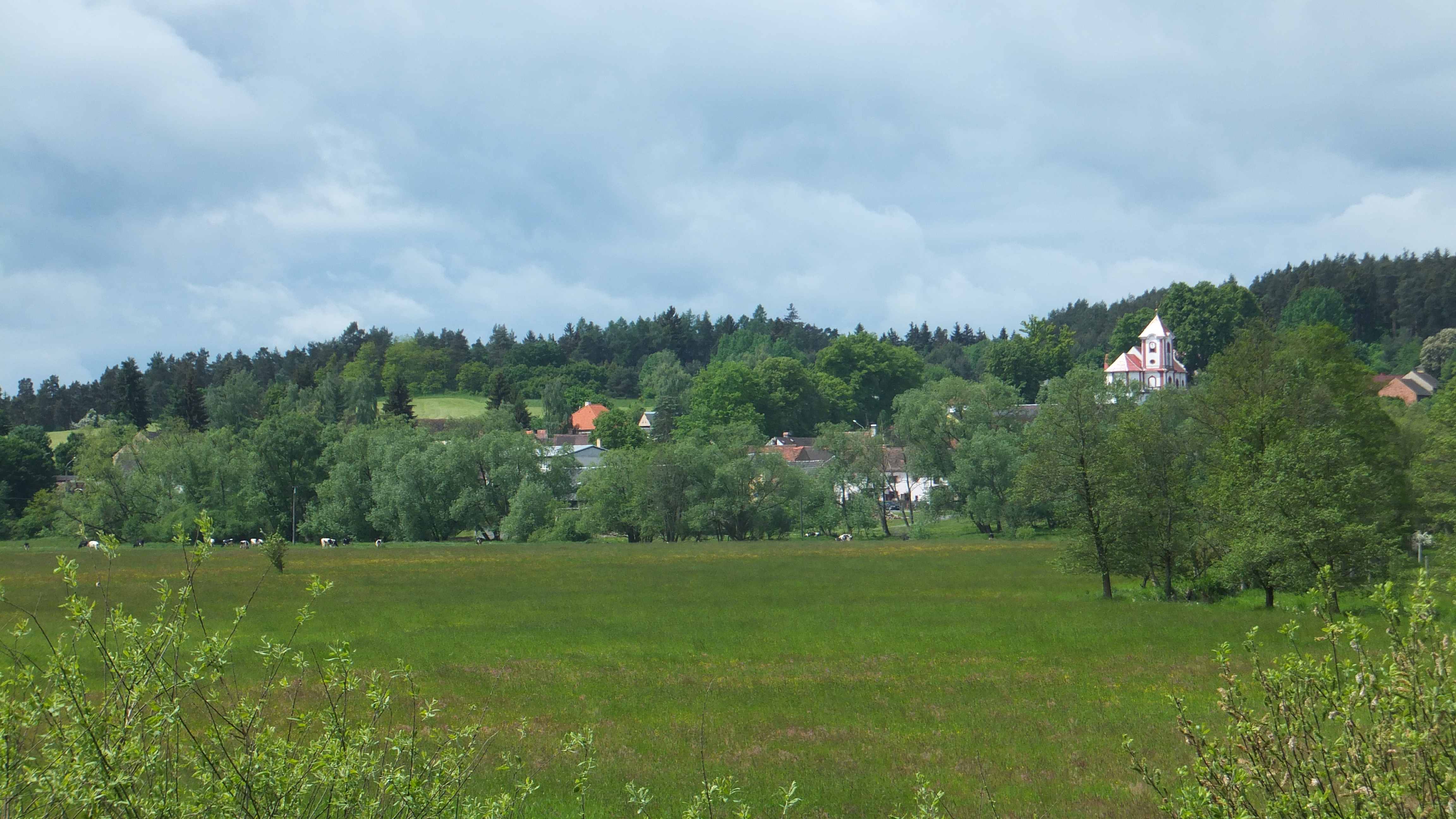
Vue de Prostiboř.
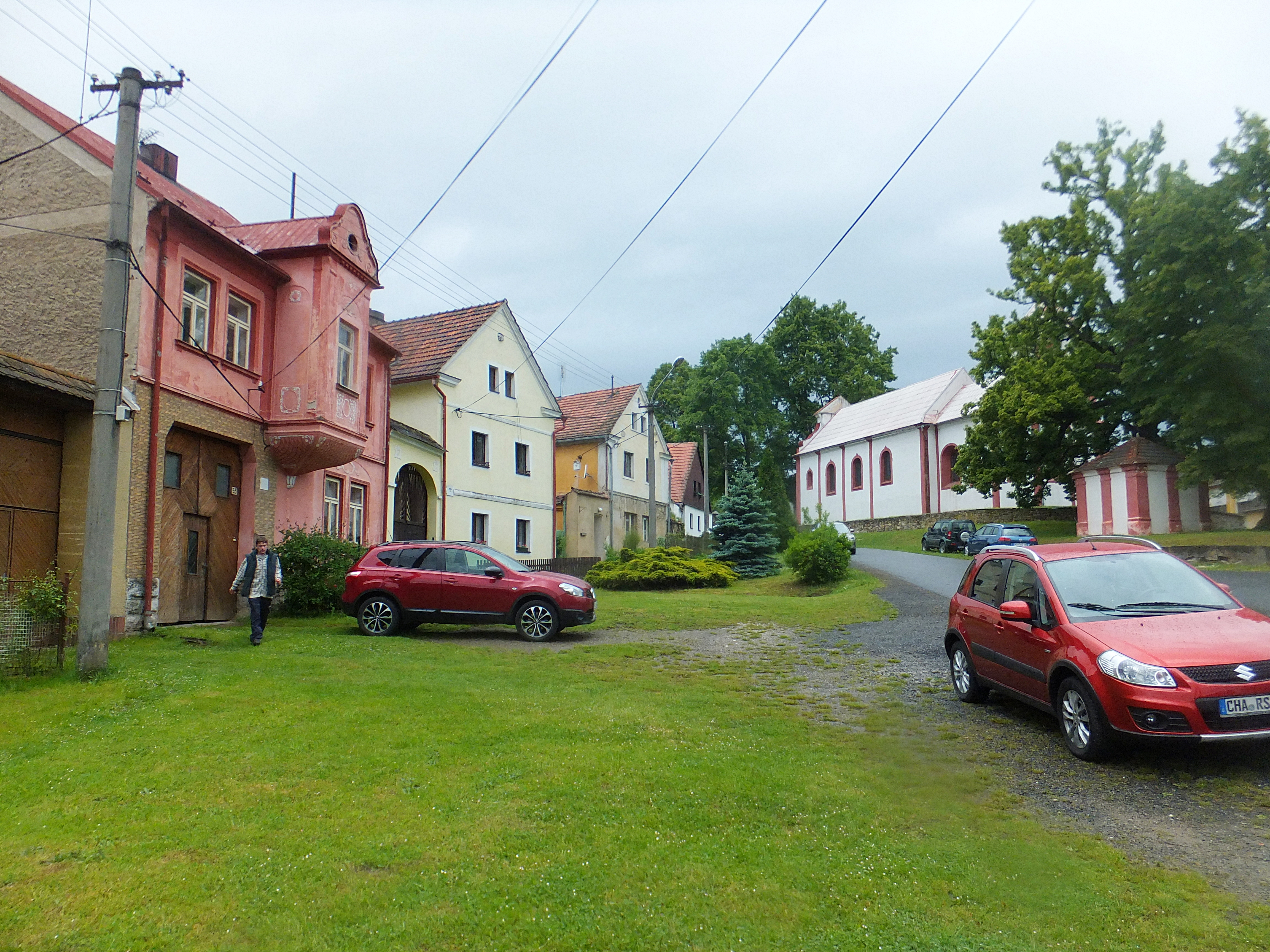
Centre de Prostiboř.

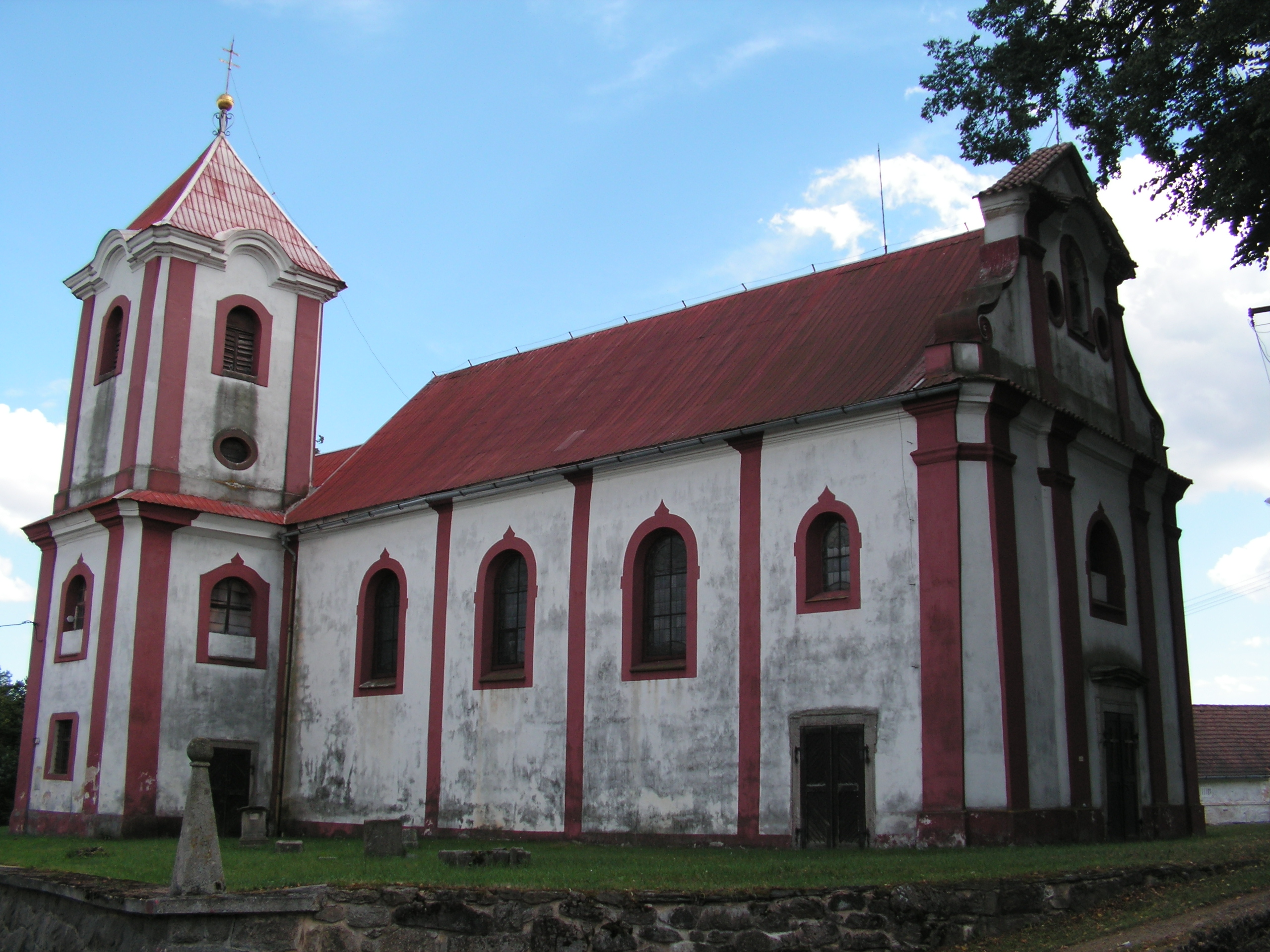
Église Saint-Nicolas.
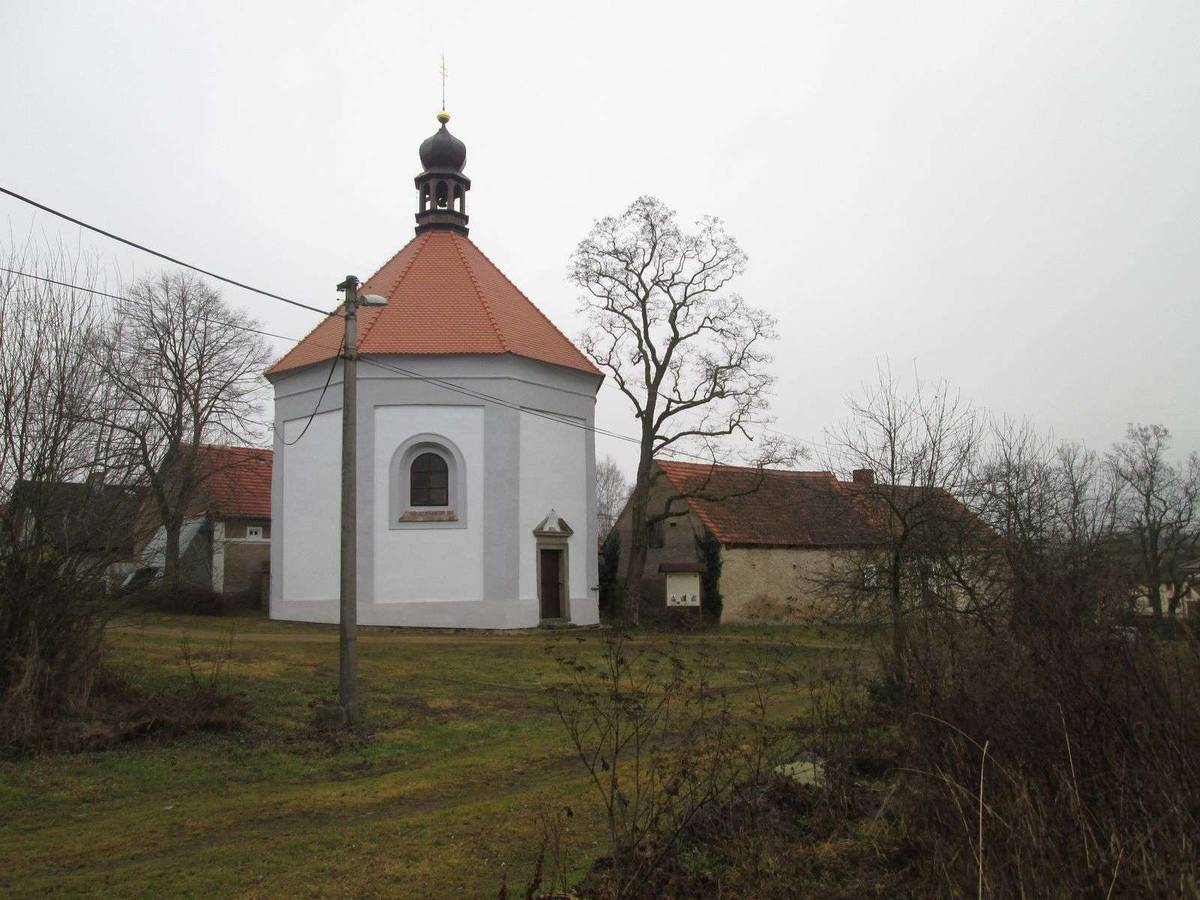
Chapelle à Telice.

## Administration
La commune se compose de trois sections :
- Prostiboř ;
- Kopec ;
- Telice.

## Transports
Par la route, Prostiboř se trouve à 16 km de Stříbro, à 30 km du centre de Tachov, à 44 km de Plzeň  et à 140 km de Prague. 